# Fornindoariska språk
Den fornindiska perioden är den i språkligt och kulturhistoriskt avseende viktigaste vad angår de indiska språken. Dess språk kallas sanskrit (sanskrita, svenska "ordnad", "reglerad"). Egentligen tillkommer benämningen sanskrit endast språket under periodens yngre del, sedan dess former blivit av grammatikerna strängt reglerade, men den utsträckes av bruket ofta till hela perioden. Den betydelse, som upptäckten och studiet av sanskrit haft för hela den indoeuropeiska språkforskningen, särdeles den jämförande, är ofantlig.

## Detvediska språket
Med vediska språket åter förstås endast språket i veda och ofta även i  brahmana. Det visar spår av en blandning av flera, något skilda dialekter. De övriga verken, vilka icke i samma grad skyddades av gudomlig helgd, har undergått mera föryngringar, men bevarar likväl ännu många ålderdomliga drag. Det klassiska sanskrit, eller sanskrit i inskränkt mening, kallar man det litteraturspråk, som utvecklade sig under den fornindiska periodens senare del. Mellan detta och det vediska språket framträder en bestämd allmän skillnad däri att det förra visar fullkomligt karaktären av ett naturligt och fritt folkspråk, då däremot det senare genom en rad av grammatikaliska arbeten, som kulminerade i Paninis grammatik, blivit till sin form i minsta detalj stadgat och bestämt samt i avseende på ljudförbindelserna utbildat till en i vissa fall konstlad finhet. Därigenom uppstod vid sidan av folkspråken ett särskilt litteraturspråk, vilket också blev de "bildade klassernas" talspråk. 

## Sanskrit
Denna klassiska språkform betraktades såsom den enda mönstergilla, och en följd därav var att hela den icke-kanoniska sanskritlitteraturen blivit så att säga paniniserad, omarbetad till formell överensstämmelse med Paninis regler. I vilken del av det indoariska Indien det klassiska sanskrit först eller förnämligast utbildats vet man ej. Det synes icke vara en alldeles direkt utveckling ur vedaspråket. Man antar, att Panini levde omkring 300 f.Kr., och denna tidpunkt kan därför betraktas såsom den fornindiska periodens slut. 
Varje bestämning av dess början måste, emedan alla historiska data eller säkra anknytningspunkter saknas, vila helt och hållet på sannolikhetsskäl. Dessa pekar ovedersägligen på ett mycket avlägset tidsskede. Av hymnerna framgår, att vedafolket då ännu hade sitt hemvist endast i Punjab, vid Indus och dess bifloder, samt i östligaste Kabulistan, och att de talrika enskilda småstammarna där stod i oupphörlig strid både med de dravidiska ur-invånarna och med varandra. Gangesfloden omnämnes endast en enda gång i Rigveda, och elefanten tyckes vara ett knappt känt djur. Vid den fornindiska periodens slut däremot hade indierna redan intagit hela Hindustan, det vill säga Nordindien, och delar av Deccan (egentligen det södra landet) samt länge sedan grundat stora, ordnade stater. I socialt och politiskt avseende ligger ett ofantligt avstånd mellan det åkerbrukande herdefolkets enkla, nästan patriarkaliska förhållanden och det i kastväsendets fjättrar bundna, despotiskt styrda brahmanska samhället. Och icke mindre stor är förändringen i religionen.

## Epokens slut
Det äldsta vedafolkets halvt naturalistiska åskådningssätt har lämnat rum för helt andra, till en del mycket abstrakta, religionsbegrepp. Buddhismen, som är en reaktion mot hinduismen, förnämligast mot dess kastväsende, står i fullt flor och blir inom ett århundrade genom Ashoka statsreligion i norra Indiens mäktigaste rike. Några antydningar om språkets utveckling är ovan lämnade. På grund av dessa i största korthet antydda lokala, politiska, sociala, religiösa och språkliga förändringar förlägger man med rätta den fornindiska periodens början långt tillbaka i tiden. Det minsta, som man antagit, är 1500 f.Kr., men 2200 f.Kr. och därutöver har man också ansett möjligt. Sannolikt kan man, utan att räkna för högt, antaga att indiernas äldsta hymner diktats närmare 2000 f.Kr.